# CSD Colo-Colo (futsal)
CSD Colo-Colo – chilijski klub futsalowy z siedzibą w mieście Santiago, obecnie występuje w najwyższej klasie rozgrywkowej Chile. Jest sekcją futsalu klubu sportowego CSD Colo-Colo.

## Sukcesy
- Mistrzostwo Chile (1): Clausura 2017
- Copa de Campeones (1): 2017